# Философский камень

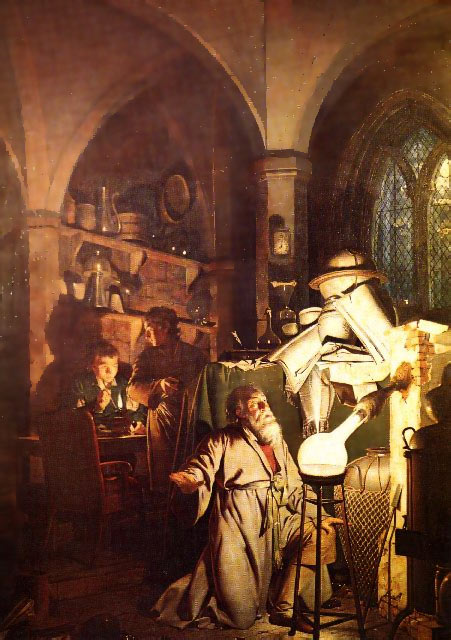
Алхимик в поисках философского камня (Джозеф Райт, 1771 год)

Философский камень (лат. lapis philosophorum), он же магистерий, ребис, эликсир философов, жизненный эликсир, красная тинктура, великий эликсир, пятый элемент — в легендах средневековых алхимиков некий реактив, необходимый для успешного осуществления трансмутации металлов в золото (Великое делание), а также для создания эликсира жизни.

## Алхимическая символика
В алхимических трактатах символом философского камня часто выступает змей Уроборос, пожирающий свой хвост. Другим символом эликсира является ребис — гермафродит, появляющийся в результате соединения «короля» (философской серы) и «королевы» (философской соли) в алхимический брак.
Также символом философского камня является лев, глотающий Солнце.

## Описание
Одной из главных задач алхимиков было приготовление двух таинственных веществ, с помощью которых можно было бы достигнуть облагораживания (усовершенствования) металлов. Наиболее важный из этих двух препаратов, который должен был обладать свойством превращать в золото не только серебро, но и неблагородные (несовершенные) металлы, как например свинец, олово и другие, носил название философского камня, великого эликсира или магистериума, а также именовался красной тинктурой, панацеей жизни и жизненным эликсиром.
Этому средству приписывалась могучая сила: оно должно было не только облагораживать металлы, но и служить универсальным лекарством; раствор его, в определённой степени разведённый, так называемый золотой напиток (лат. aurum potabile — «питьевое золото»), принятый внутрь в малых дозах, должен был исцелять все болезни, молодить старое тело и делать жизнь более продолжительной.
Другое таинственное средство, второстепенное по своим свойствам, носившее название белого льва, белой тинктуры или малого магистериума, ограничивалось способностью превращать в серебро все неблагородные металлы.
Находивших философский камень звали адептами; среди таковых, как считалось, было четыре женщины — Мария Профетисса, Клеопатра Алхимик, Медера и Тапхнутия.
В эзотерическом смысле камень символизировал трансмутацию низшей, животной, природы человека в высшую, божественную.
Алхимики не стремились к получению золота, оно было лишь инструментом, а не целью (тем не менее, Данте в своей «Божественной комедии» определил место алхимиков, как и фальшивомонетчиков, в Аду, а точнее, в круге восьмом, рве десятом). Целью для них был сам философский камень. И духовное освобождение, превознесение, даруемое тому, кто им обладает — абсолютная свобода.
Хотя большинство людей и считает философский камень выдумкой, всё же в XX веке трансмутация была проведена — золото нередко получается из других элементов в процессе работы ядерного реактора. Оно получается в ничтожных концентрациях, дорогим для извлечения и отрицательно влияет на работу самого реактора. Универсальным лекарством такой «магистериум» тем более не служит.

## Способ получения золота
В своём труде «Различные ремёсла» монах Теофиль, живший в VII веке на севере Германии, объясняет, как алхимики получают испанское золото, исключительно мягкое и легко поддающееся обработке. Прежде всего, следует вырастить василисков — рептилий, выводящихся из яиц, снесённых старым петухом.
Под землёй у них [алхимиков] комната из белой глины, пол, потолок и стены которой выложены камнем, с двумя маленькими окошками, такими узкими, что через них вряд ли что-то можно увидеть. Они помещают туда старых петухов, лет двенадцати—пятнадцати, и дают им вдоволь корма. Когда те разжиреют, то из-за внутреннего жара в теле начинают спариваться и откладывать яйца. Потом петухов убирают, а для высиживания яиц используют жаб. Их кормят хлебом и иной пищей. Из созревших яиц вылупливаются петушки, похожие на обычных, но через 7 дней у них вырастают змеиные хвосты; если бы не каменные полы, они тот час бы ушли под землю. Чтобы не допустить этого, у тех, кто их выращивает, есть большие круглые медные горшки, которые закрываются крышками и по всей поверхности пробиты дырки; цыплят сажают туда, закрывают отверстия медными крышками и зарывают горшки в землю; шесть месяцев цыплята питаются землёй, которая набивается сквозь дырки. Затем крышки снимают и разжигают большой огонь, чтобы животные полностью сгорели. Когда всё остынет, содержимое достают и размельчают, добавив туда на треть крови рыжего мужчины; когда кровь засохнет, её надо растереть. Эти два ингредиента разводят крепким винным уксусом в чистом сосуде. Затем берут очень тонкие пластинки очищенной красной меди, на каждый конец накладывают тонкий слой этого состава и ставят на огонь. Когда они раскалятся добела, их достают, остужают и смывают в том же составе, пока вся медь с двух концов пластинки не будет поглощена составом, который от этого разбухнет и приобретет цвет золота. Это и есть золото, которое годится для многообразного применения.

### Великий Гримуар
Рецепт получения философского камня. «Великий Гримуар».

Глава «Секреты магического искусства»

Возьмите горшок свежей земли, добавьте туда фунт красной меди и полстакана холодной воды, и всё это прокипятите в течение получаса. После чего добавьте к составу три унции окиси меди и прокипятите один час; затем добавьте две с половиной унции мышьяка и прокипятите ещё один час. После этого добавьте три унции хорошо размельчённой дубовой коры и оставьте кипеть полчаса; добавьте в горшок унцию розовой воды, прокипятите двенадцать минут. Затем добавьте три унции сажи и кипятите до тех пор, пока состав не окажется готов. Чтобы узнать, сварен ли он до конца, надо опустить в него гвоздь: если состав действует на гвоздь, снимайте с огня. Этот состав позволит вам добыть полтора фунта золота; если же не действует, это — признак того, что состав не доварен. Жидкостью можно пользоваться четыре раза. По составу можно выложить 4 экю.

### По Джорджу Рипли
Английский алхимик Джордж Рипли (XV век) в «Книге двенадцати врат» предложил такой способ получения философского камня:
Чтобы приготовить эликсир мудрецов, или философский камень, возьми, сын мой, философской ртути и накаливай, пока она не превратится в красного льва. Дигерируй этого красного льва на песчаной бане с кислым виноградным спиртом, выпари жидкость, и ртуть превратится в камедеобразное вещество, которое можно резать ножом. Положи его в обмазанную глиной реторту и не спеша дистиллируй. Собери отдельно жидкости различной природы, которые появятся при этом. Ты получишь безвкусную флегму, спирт и красные капли. Киммерийские тени покроют реторту своим тусклым покрывалом. Он загорится и, приняв вскоре великолепный лимонный цвет, вновь воспроизведёт зелёного льва. Сделай так, чтобы он пожрал свой хвост, и снова дистиллируй продукт. Наконец, сын мой, тщательно ректифицируй, и ты увидишь появление горючей воды и человеческой крови.Джордж Рипли
В этом рецепте говорится о получении ацетона из ацетата свинца, в котором растворяются и иные производные (например, карбины) распада органики при пиролизе.

## В культуре
- Гарри Поттер и философский камень
- Стальной алхимик